# Adaridi AD 3
Adaridi AD 3 — деревянный самолёт, разработанный русским инженером Борисом Адаридиным, жившим в Финляндии. Самолёт имел высокое крыло и маломощный двигатель. В 1923 году финские ВВС заказали один самолёт Adaridi. Самолёт не получил официального условного обозначения. Первый полет состоялся 17 апреля 1924 года. 
Немецкий ас, лейтенант Эмиль Тюи (32 победы в Первой мировой войне) описал самолёт, как обладающий посредственными лётными качествами, 12-сильный двигатель назвав недостаточным для имеющейся массы. Самолёт никогда не предназначался для того, чтобы стать военным, это был лишь конструкторский эксперимент.
С лета 1924 года по 1931 год самолёт размещался в эскадрилье истребителей на базе ВВС в Утти и летал очень редко, так как неопытные пилоты даже не могли оторвать его с земли.

## Операторы
Финляндия
- Военно-воздушные силы Финляндии

## Музей авиации
Единственный изготовленный Adaridi выставлен в Финском музее авиации

## Лётно-технические характеристики (Adaridi)
Технические характеристики
- Экипаж: 1
- Длина: 5,3 м
- Размах крыла: 11,6 м
- Силовая установка: 1 × Salmson AD.3 3-цилиндровый воздушного охлаждения радиальный поршневой двигатель, 9 кВт (12 л. с.)
- Пропеллер: 2-лопастной фиксированного шага

Лётные характеристики
- Максимальная скорость: 106 км/ч